# Vespula consobrina
Vespula consobrina är en getingart som först beskrevs av Henri Saussure 1854.  Vespula consobrina ingår i släktet jordgetingar, och familjen getingar. Inga underarter finns listade i Catalogue of Life.